# Crvenoglava estrilda
Crvenoglava estrilda (lat. Amadina erythrocephala), vrsta nevelike ptice s juga Afrike u Namibiji, Zimbabveu, Angoli, Južnoj Africi i Bocvani, srodne ogrličastoj zebi, obje pripadaju porodici amadina (Estrildidae).
Vrsta je ime dobila po crvenoj boji mužjakove glave, po kojoj se razlikuju od ženki.
Preferira otvorene travnjake, područja prekrivena grmljem, puste savane, seoska dvorišta i obrađena tla na kojima nalazi sjemenke i kukce koji su mu glavna hrana. Gnijezdi se često u starim gnijezdima nekih drugih ptica kao što su Bubalornis niger, Passer melanurus ili ptica-pletilja Ploceus, a za svrhu može poslužiti rupa u drvetu ili na nekoj kući. Jaja (4 - 6) obično polaže od veljače do rujna, a mladi ptići izlegu se kroz 12-14 dana, koje hrane oba roditelja.
Neprijatelj joj je soko Falco chicquera, na afrikaansu nazivan Rooinekvalk.

## Vanjske poveznice
- Red List Amadina erythrocephala  Arhivirana inačica izvorne stranice od 16. veljače 2021. (Wayback Machine)

Ostali projekti
|  | Zajednički poslužitelj ima stranicu o temi Amadina erythrocephala    |
|  | Zajednički poslužitelj ima još gradiva o temi Amadina erythrocephala |
|  | Wikivrste imaju podatke o taksonu Amadina erythrocephala             |